# Daniel Karlsbakk
Daniel Seland Karlsbakk (Kristiansand, 7 aprile 2003) è un calciatore norvegese, attaccante del Sarpsborg 08.

## Biografia
È il figlio dell'ex calciatore Eivind Karlsbakk.

## Carriera

### Club
Cresciuto nel settore giovanile del Bryne, debutta in prima squadra il 26 ottobre 2019, in occasione dell'incontro di 2. divisjon pareggiato per 1-1 contro l'Egersund; in tre stagioni totalizza complessivamente 30 presenze e cinque reti in campionato. Il 7 dicembre 2021 viene acquistato dal Viking, militante in Eliteserien, con cui firma un contratto di durata triennale.
Il 31 gennaio 2023 si trasferisce agli olandesi dell'Heerenveen, legandosi con un contratto triennale. Il 12 febbraio successivo ha esordito in Eredivisie, disputando l'incontro perso per 1-2 contro il Feyenoord.

### Nazionale
Ha rappresentato le nazionali giovanili norvegesi.

## Statistiche

### Presenze e reti nei club
Statistiche aggiornate al 5 marzo 2023.
| Stagione        | Squadra         | Campionato      | Campionato | Campionato | Coppe nazionali | Coppe nazionali | Coppe nazionali | Coppe continentali | Coppe continentali | Coppe continentali | Altre coppe | Altre coppe | Altre coppe | Totale | Totale |
| Stagione        | Squadra         | Comp            | Pres       | Reti       | Comp            | Pres            | Reti            | Comp               | Pres               | Reti               | Comp        | Pres        | Reti        | Pres   | Reti   |
| --------------- | --------------- | --------------- | ---------- | ---------- | --------------- | --------------- | --------------- | ------------------ | ------------------ | ------------------ | ----------- | ----------- | ----------- | ------ | ------ |
| 2019            | Bryne           | 2D              | 1          | 0          | CN              | 0               | 0               |                    | -                  | -                  |             | -           | -           | 1      | 0      |
| 2020            | Bryne           | 2D              | 13+5       | 1+1        |                 | -               | -               |                    | -                  | -                  |             | -           | -           | 18     | 2      |
| 2021            | Bryne           | 1D              | 11         | 3          | CN              | 0               | 0               |                    | -                  | -                  |             | -           | -           | 11     | 3      |
| Totale Bryne    | Totale Bryne    | Totale Bryne    | 25+5       | 4+1        |                 | 0               | 0               |                    | -                  | -                  |             | -           | -           | 30     | 5      |
| 2022            | Viking          | ES              | 21         | 2          | CN              | 3               | 0               | UECL               | 6                  | 0                  |             | -           | -           | 30     | 2      |
| gen.-giu. 2023  | Heerenveen      | ED              | 4          | 0          | CO              | 2               | 0               |                    | -                  | -                  |             | -           | -           | 6      | 0      |
| Totale carriera | Totale carriera | Totale carriera | 55         | 7          |                 | 5               | 0               |                    | 6                  | 0                  |             | -           | -           | 66     | 7      |